# 晉升體系

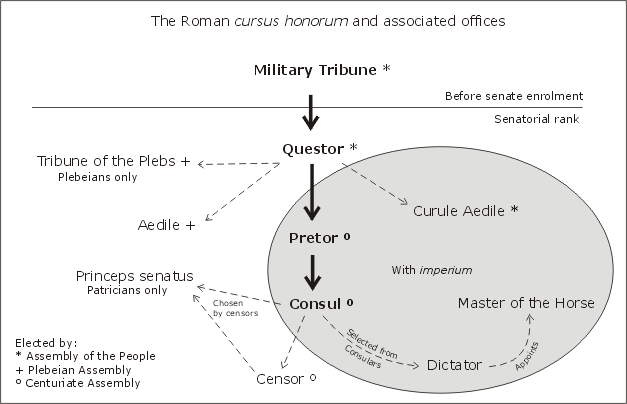

晉升體系（拉丁文：Cursus honorum；意為「荣耀之路」）是在罗马共和国和罗马帝国初期時，有抱負的政治家們就任政府職位的次序。這個制度是为有元老身份的人而设。晉升體系包含军队及政治行政职位。不同的职位对候选人均有最低年龄的限制。官員在各職位間調任需要有一定的時間間隔，而法例禁止重复担任同一职位。
這些規則在共和国的最后一百年中被改變並忽視。如盖乌斯·马略在公元前104年與公元前100年之間连续五年担任執政官。原本是為公众服务的機會，但這些职位通常變成贵族们自夸炫耀的機會。
苏拉所行的各項改革中改變了晉升體系，要求官員完成某職位的任期後要等十年才可再担任官員，但容許再次擔任同一職位。
當年羅馬沒有類似近代政黨的東西。候選人被選出的原因常是基於他們家族的與個人的聲望。具有家族歷史的候選人較受到青睞，因為他們能夠使用他們祖先的功勞作選舉宣傳。
在規定下的最低年齡（拉丁文：in suo anno；英文：in his year）時已經任職過晉升體系中的各項職務會被視為政治上很大的成就，因為三十九歲時不能就任副執政職位的話，四十二歲時就不能夠成為執政官。西塞羅曾因為他的兩個成就而感到非常驕傲；第一：他是以新人之姿成為執政官的－他的家族裏從未有人當過此職位；第二：就是因為他能夠在"in suo anno"的時候成為執政官。

## 軍事官
晉升體系正式開始是在羅馬騎兵中擔任軍事職位十年，又或替一位有血緣關係或是家族朋友的將領工作。裙帶關係不會被譴責；它就是體制的一部份。另一個聲望較高的職位是軍事保民官。24名大約20歲的男性由部族會議選出，六個一組分派到四個執政官軍團（consular legion）當司令。這十年應該是強制的以符合取得政治職務的資格，但實際上這規則並沒被嚴格遵從。
下述的各個晉升體系級別是每年經由直接選舉選出。

## 財務官
晉升體系第一個正式位置是財務官。候選人年齡下限三十歲；但貴族在晉升體系的所有年齡下限中比平民都有兩歲寬限。
二十名財務官服務於羅馬的財政管理機構，或者作為省督的副手。而在苏拉於公元前八十至九十年初期進行改革後，當選財務官會自動成為元老院成員；而於改革前能否成為元老院成員是由監察官決定的

## 市政官
三十六歲時，前財務官就可參加市政官選舉。四個市政官職位中兩個由平民出任，兩個由貴族出任，後者被稱為「資格座椅市政官」。市政官負責羅馬的行政工作。
成為市政官是晉升體系的一部份，但並非繼續晉升的必要步驟。雖然大部份例子是先任財務官，然後市政官，再任裁判官，但也有一些裁判官轉任市政官的例子。

## 裁判官（法務官）
執任財務官或市政官後就可以參選裁判官（又譯為法務官），年齡下限三十九歲。當執政官不在時，裁判官可以指揮羅馬和意大利的駐軍。在羅馬，裁判官也有執政官的角色，但他們主要是擔任法官。

## 執政官
執政官是最具聲望的職位，也代表了成功政治生涯的巅峰。對平民的年齡下限為四十二歲；如前所述，貴族會有兩歲的寬減，即四十歲。兩名當選執政官的名字會成為該年的名稱。執政官負責羅馬城的政治議程、指揮大規模的軍隊以及控制重要的行省。

## 監察官
监察官是罗马文职官员体系中的仅次于独裁官的职位。每年选举2名，通常是担任过执政官的高级元老。成为监察官是一个罗马政治家职业生涯的终点站，证明这个人是罗马最有影响力的人之一。只有担任过执政官，并且享有崇高的声誉和尊严的人，才有资格参加监察官的选举。监察官的职责不仅仅限于罗马城，而是包括整个意大利和所有的行省，监察所有的公共事务和财务。他还负责管理元老院和骑士团的会员，还有象征国家荣誉的神马。监察官的职位还能带来巨大的财富，因为他们掌管了全国公共事业的合约签署权。不廉洁的人会使用这个权利来获取个人利益，而忠诚的人则会为罗马共和国的国库带来财富。

## 平民保民官
儘管並非“晉升體系”的一部份，但成為平民保民官是平民的政治生涯中重要的一步。

## 晉升體系外的其它重要職務
- 行省总督（proconsul）
- 地方行政官（英语：Propraetor）（propraetor）
- 最高祭司
- 第一元老
- 保民官

## 外部連結
- 晉升體系圖 （页面存档备份，存于）（英文）